# Valkeisenjärvi (sjö i Norra Savolax)
Valkeisenjärvi är en sjö i Finland. Den ligger Kuopio i landskapet Norra Savolax, i den centrala delen av landet, 300 km norr om huvudstaden Helsingfors. Valkeisenjärvi ligger 74 meter över havet.